# Tenge kazajo
El tenge (kazako: теңге, teñge) es la moneda de Kazajistán. Se divide en 100 tyin (тиын, también transliterado como tiyin o tïın). Fue introducido en noviembre de 1993 para reemplazar al rublo ruso al cambio de 1 tenge = 500 rublos. El código ISO-4217 para el tenge es KZT.
La palabra tenge en kazako y en muchas otras lenguas túrquicas significa peso, medida. El origen de la palabra se encuentra en el chino tengse, que significa "balanza". Las lenguas túrquicas tomaron esta palabra a través del mongol (tenkh(e)). Asimismo, está relacionada la palabra rusa деньги (dengi).

## Historia

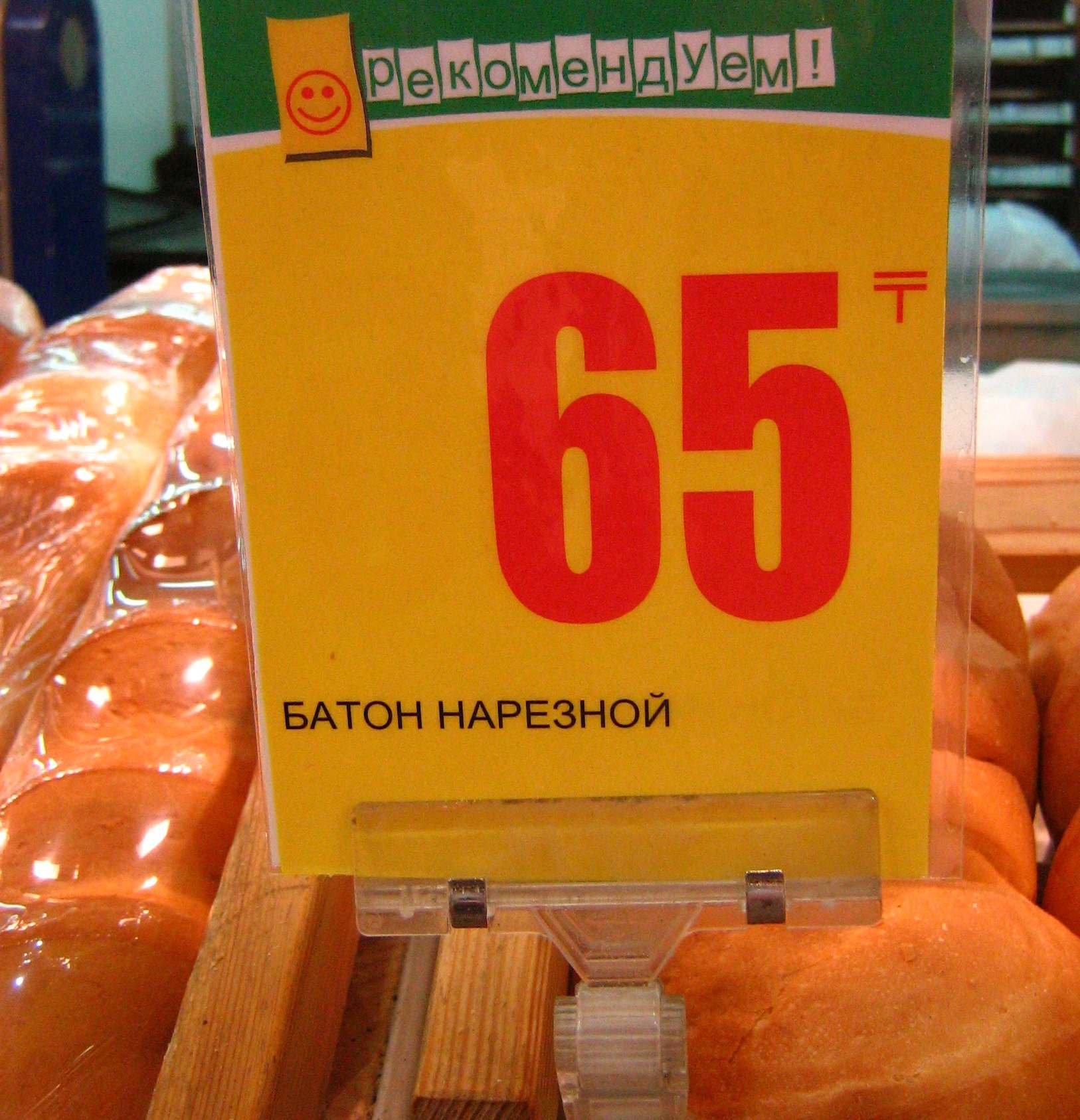
El símbolo monetario del Tenge, en un cartel indicando el precio del pan.

Kazajistán fue uno de los primeros países miembros de la CIS en crear una unidad monetaria nacional. En 1991 se creó un grupo de diseñadores formado por Mendybay Alin, Timur Suleymenov, Asimsaly Duzelkhanov y Khayrulla Gabzhalilov. El 12 de noviembre de 1993, se publicó un decreto del presidente de Kazajistán, "sobre la puesta en circulación de una moneda nacional". El 15 de noviembre, el tenge fue puesto en circulación. En 1995, se inauguró una fábrica nacional para la impresión de billetes; hasta entonces, los billetes se fabricaban en el Reino Unido y las primeras monedas se acuñaron en Alemania.
El 20 de marzo de 2007, dos días antes de la fiesta del Nauryz, el Banco Nacional de Kazajistán aprobó el símbolo del tenge: . El símbolo fue propuesto en marzo de 2008 para que se codificara en el sistema Unicode, que fue aceptado con el código U+20B8.

## Monedas

### Primera serie, 1993
En 1993, las monedas puestas en circulación eran de 2, 5, 10, 20 y 50 tyin, y 1, 3, 5, 10 y 20 tenge. Las monedas de 20 tenge se han utilizado para conmemorar acontecimientos. También existen monedas de 50 tenge de plata conmemorativas. Las características de estas monedas se detallan a continuación.
| Denominación | Emisión | Metal    | Diámetro (mm) | Peso (g) | Anverso                                                            | Reverso                                | Imagen |
| ------------ | ------- | -------- | ------------- | -------- | ------------------------------------------------------------------ | -------------------------------------- | ------ |
| 2 Tyin       | 1993    | Cu+Ni+Zn | 17,27         | 2,26     | Escudo de armas - ҚАЗАҚСТАН РЕСПУБЛИКАСЫ - año de acuñación        | 2 ТИЫН - ceca: ҚҰБ                     |        |
| 5 Tyin       | 1993    | Cu+Ni+Zn | 17,27         | 2,26     | Escudo de armas - ҚАЗАҚСТАН РЕСПУБЛИКАСЫ - año de acuñación        | 5 ТИЫН - ceca: ҚҰБ                     |        |
| 10 Tyin      | 1993    | Cu+Ni+Zn | 19,56         | 3,48     | Escudo de armas - ҚАЗАҚСТАН РЕСПУБЛИКАСЫ - año de acuñación        | 10 ТИЫН - ceca: ҚҰБ                    |        |
| 20 Tyin      | 1993    | Cu+Ni+Zn | 21,87         | 4,71     | Escudo de armas - ҚАЗАҚСТАН РЕСПУБЛИКАСЫ - año de acuñación        | 20 ТИЫН - ceca: ҚҰБ                    |        |
| 50 Tyin      | 1993    | Cu+Ni+Zn | 25,00         | 7,43     | Escudo de armas - ҚАЗАҚСТАН РЕСПУБЛИКАСЫ - año de acuñación        | 50 ТИЫН - ceca: ҚҰБ                    |        |
| 1 Tenge      | 1993    | Cu+Al+Ni | 17,27         | 2,26     | Archal - ҚАЗАҚСТАН РЕСПУБЛИКАСЫ - año de acuñación                 | 1 ТЕҢГЕ - ceca: ҚҰБ                    |        |
| 3 Tenge      | 1993    | Cu+Al+Ni | 19,56         | 3,48     | Bori - ҚАЗАҚСТАН РЕСПУБЛИКАСЫ - año de acuñación                   | 3 ТЕҢГЕ - ceca: ҚҰБ                    |        |
| 5 Tenge      | 1993    | Cu+Al+Ni | 21,87         | 4,71     | Leopardo de las nieves - ҚАЗАҚСТАН РЕСПУБЛИКАСЫ - año de acuñación | 5 ТЕҢГЕ - ceca: ҚҰБ                    |        |
| 10 Tenge     | 1993    | Cu+Al+Ni | 25,00         | 7,43     | Ave mitológica - ҚАЗАҚСТАН РЕСПУБЛИКАСЫ - año de acuñación         | Escudo de armas - 10 ТЕҢГЕ - ceca: ҚҰБ |        |
| 20 Tenge     | 1993    | Cu+Al+Ni | 31,00         | 11,37    | Al-Farabi - ҚАЗАҚСТАН РЕСПУБЛИКАСЫ - año de acuñación              | Escudo de armas - 20 ТЕҢГЕ - ceca: ҚҰБ |        |

### Segunda serie, 1997-
En 1997 se acuñaron nuevas monedas, eliminando los tyin debido a su escaso valor. Se añadieron monedas de 50 y 100 tenge. Las características técnicas de las monedas se muestran a continuación (imágenes en la ficha de la moneda). En octubre de 2019, el banco central anunció la puesta en circulación para el año 2020 de una nueva moneda bimetálica de 200 tenge, la primera del país con canto en forma de flor española.
| Imagen | Denominación | Emisión | Metal    | Metal    | Forma    | Diámetro (mm) | Peso (g) | Canto                        | Anverso                                                     | Reverso               |
| Imagen | Denominación | Emisión | Anillo   | Centro   | Forma    | Diámetro (mm) | Peso (g) | Canto                        | Anverso                                                     | Reverso               |
| ------ | ------------ | ------- | -------- | -------- | -------- | ------------- | -------- | ---------------------------- | ----------------------------------------------------------- | --------------------- |
|        | 1 Tenge      | 1997    | Cu+Al+Ni | Cu+Al+Ni | Circular | 15,00         | 1,63     | Liso                         | Escudo de armas - ҚАЗАҚСТАН РЕСПУБЛИКАСЫ - año de acuñación | 1 ТЕҢГЕ               |
|        | 2 Tenge      | 1997    | Cu+Al+Ni | Cu+Al+Ni | Circular | 16,00         | 1,84     | Liso                         | Escudo de armas - ҚАЗАҚСТАН РЕСПУБЛИКАСЫ - año de acuñación | 2 ТЕҢГЕ               |
|        | 5 Tenge      | 1997    | Cu+Al+Ni | Cu+Al+Ni | Circular | 17,27         | 2,18     | Liso                         | Escudo de armas - ҚАЗАҚСТАН РЕСПУБЛИКАСЫ - año de acuñación | 5 ТЕҢГЕ               |
|        | 10 Tenge     | 1997    | Cu+Al+Ni | Cu+Al+Ni | Circular | 19,56         | 2,81     | Liso                         | Escudo de armas - ҚАЗАҚСТАН РЕСПУБЛИКАСЫ - año de acuñación | 10 ТЕҢГЕ - ceca: ҚҰБ  |
|        | 20 Tenge     | 1997    | Cu+Ni    | Cu+Ni    | Circular | 18,27         | 2,90     | Liso                         | Escudo de armas - ҚАЗАҚСТАН РЕСПУБЛИКАСЫ - año de acuñación | 20 ТЕҢГЕ - ceca: ҚҰБ  |
|        | 50 Tenge     | 1997    | Cu+Ni    | Cu+Ni    | Circular | 23,00         | 4,70     | Liso                         | Escudo de armas - ҚАЗАҚСТАН РЕСПУБЛИКАСЫ - año de acuñación | 50 ТЕҢГЕ - ceca: ҚҰБ  |
|        | 100 Tenge    | 2002    | Cu+Al+Ni | Cu+Ni    | Circular | 24,50         | 6,65     | Estriado СТО ТЕНГЕ ЖYЗ ТЕҢГЕ | Escudo de armas - ҚАЗАҚСТАН РЕСПУБЛИКАСЫ - año de acuñación | 100 ТЕҢГЕ - ceca: ҚҰБ |
|        | 200 Tenge    | 2020    | Cu+Ni    | Cu+Al+Ni | Circular | 26,00         |          | Flor española                | Escudo de armas - ҚАЗАҚСТАН РЕСПУБЛИКАСЫ - año de acuñación | 200 ТЕҢГЕ - ceca: ҚҰБ |

## Billetes

### Primera serie, 1993
En 1993, el Banco Nacional de Kazajistán emitió billetes de 1, 2, 5, 10, 20 y 50 tyin, y de 1, 3, 5, 10, 20, y 50 tenge. A continuación se detallan sus características.
| Denominación | Efigie                 | Color predominante | Dimensiones | Imagen del anverso | Imagen del reverso |
| ------------ | ---------------------- | ------------------ | ----------- | ------------------ | ------------------ |
| 1 Tyin       |                        | Verde              |             |                    |                    |
| 2 Tyin       |                        | Rosa/Azul          |             |                    |                    |
| 5 Tyin       |                        | Violeta            |             |                    |                    |
| 10 Tyin      |                        | Rosa               |             |                    |                    |
| 20 Tyin      |                        | Azul/Verde         |             |                    |                    |
| 50 Tyin      |                        | Marrón             |             |                    |                    |
| 1 Tenge      | Al-Farabi              | Azul/Rosa          | 62 x 124 mm |                    |                    |
| 3 Tenge      | Suinbay                | Verde              | 62 x 124 mm |                    |                    |
| 5 Tenge      | Kurmangazy Sagyrbayuly | Naranja            | 62 x 124 mm |                    |                    |
| 10 Tenge     | Chokan Ualihanov       | Verde              | 69 x 144 mm |                    |                    |
| 20 Tenge     | Abay Kunanbayev        | Marrón             | 69 x 144 mm |                    |                    |
| 50 Tenge     | Abulhair Khan          | Rojo               | 69 x 144 mm |                    |                    |

### Segunda serie, 1999-2003
Durante este periodo los billetes de la serie anterior siguen en circulación, pero además se añaden denominaciones de 100, 200, 500, 1.000, 2.000, 5.000 y 10 000 tenge. Sus características son las siguientes.
| Denominación | Efigie    | Color predominante | Dimensiones | Imagen del anverso | Imagen del reverso |
| ------------ | --------- | ------------------ | ----------- | ------------------ | ------------------ |
| 100 Tenge    | Ablay     | Violeta            | 69 x 144 mm |                    |                    |
| 200 Tenge    | Al-Farabi | Naranja            | 69 x 144 mm |                    |                    |
| 500 Tenge    | Al-Farabi | Azul               | 69 x 144 mm |                    |                    |
| 1.000 Tenge  | Al-Farabi | Azul/Rojo          | 69 x 144 mm |                    |                    |
| 2.000 Tenge  | Al-Farabi | Verde/Azul         | 69 x 144 mm |                    |                    |
| 5.000 Tenge  | Al-Farabi | Marrón/Violeta     | 74 x 149 mm |                    |                    |
| 10.000 Tenge | Al-Farabi | Azul               | 74 x 149 mm |                    |                    |

### Tercera serie, 2006-
El Banco Nacional de Kazajistán emitió las nuevas series de billetes en 2006, en las mismas denominaciones que sus predecesores, exceptuando el de 100 tenge que ha sido sustituido por una moneda.
El anverso de los billetes es vertical y la denominación está escrita en kazajo . En todos los billetes aparece el Baiterek de Astaná, la bandera de Kazajistán, el escudo de armas, la mano y firma del Presidente Nursultan Nazarbayev y fragmentos del himno nacional kazajo.
Por el contrario, los reversos se diferencian más unos de otros. La denominación se escribe en ruso y cada billete tiene representado un monumento o edificio característico de Kazajistán.
Las primeras emisiones de 2000 y 5000 tenge impresas en 2006 tienen errores ortográficos en la palabra "banco", ya que se escribió en ruso en vez de en kazajo.
Estos billetes circulan junto a los de la segunda serie. Además, aún pueden cambiarse los billetes de la primera serie en monedas en el Banco Nacional de Kazajistán y bancos privados autorizados. Las características de los billetes se muestran a continuación.
| Denominación | Color predominante | Dimensiones | Imagen del anverso | Imagen del reverso |
| ------------ | ------------------ | ----------- | ------------------ | ------------------ |
| 200 Tenge    | Naranja/Verde      | 64 x 126 mm |                    |                    |
| 500 Tenge    | Azul               | 67 x 130 mm |                    |                    |
| 1000 Tenge   | Marrón/Amarillo    | 70 x 134 mm |                    |                    |
| 2000 Tenge   | Verde/Azul         | 73 x 139 mm |                    |                    |
| 5000 Tenge   | Marrón/Rojo        | 76 x 144 mm |                    |                    |
| 10 000 Tenge | Azul/Violeta       | 79 x 149 mm |                    |                    |

### Edición conmemorativa 2010
| Denominación | Color predominante | Dimensiones | Imagen del anverso | Imagen del reverso |
| ------------ | ------------------ | ----------- | ------------------ | ------------------ |
| 1000 Tenge   | Azul/Verde         |             |                    |                    |

### Cuarta serie, 2011-2014
El Banco Nacional de Kazajistán emitió una nueva serie de billetes de tenge de 2011, 2012, 2013 y 2014 en denominaciones de 1000, 2000, 5000 y 10 000. El 1 de diciembre de 2015, se introdujo un nuevo billete de 20 000 Tenge. Contiene la fecha de emisión de 2013 y es una nota conmemorativa para celebrar el 20 aniversario de la introducción de su moneda nacional, pero no se emitió hasta 2015.
| 1000 tenge   | Amarillo, Marrón, Naranja y Azul |  |  | 2014 |
| 2000 tenge   | Verde                            |  |  | 2012 |
| 5000 tenge   | Rojo, Azul y Amarillo            |  |  | 2011 |
| 10 000 tenge | Azul y violeta                   |  |  | 2012 |
| 20 000 tenge | Gris                             |  |  | 2013 |

## Tasa de inflación
| Año  | Tasa de inflación (%) |
| ---- | --------------------- |
| 1993 | 2500                  |
| 1994 | 1800                  |
| 1995 | 60                    |
| 1996 | 28                    |
| 1997 | 8.0                   |
| 1998 | 6.0                   |
| 1999 | 17                    |
| 2000 | 9.0                   |
| 2001 | 6.4                   |
| 2002 | 6.6                   |
| 2003 | 5.7                   |
| 2004 | 7.9                   |
| 2005 | 9.0                   |
| 2006 | 8.6                   |
| 2007 | 18.8                  |
| 2008 | 9.5                   |
| 2009 | 6.2                   |
| 2010 | 7.8                   |
| 2011 | 8.3                   |
| 2012 | 6.0                   |
| 2013 | 4.8                   |
| 2014 | 7.4                   |
| 2015 | 13.6                  |
| 2016 | 8.5                   |
| 2017 | 7.1                   |
| 2018 | 5.3                   |
| 2019 | 5.4                   |
| 2020 | 7.5                   |
| 2021 | 8.4                   |
| 2022 | 19.6                  |
| 2023 | 14.7                  |
| 2024 | 8,5                   |